# Urszula Włodarczyk
Urszula Włodarczyk (Wałbrzych, 22 dicembre 1965) è un'ex multiplista e triplista polacca.

## Palmarès

### Mondiali indoor
- 2 medaglie:
  - 1 argento (Toronto 1993 nel pentathlon)
  - 1 bronzo (Maebashi 1999 nel pentathlon)

### Europei
- 2 medaglie:
  - 1 argento (Budapest 1998 nell'eptathlon)
  - 1 bronzo (Helsinki 1994 nell'eptathlon)

### Europei indoor
- 5 medaglie:
  - 1 oro (Valencia 1998 nel pentathlon)
  - 1 argento (Stoccolma 1996 nel pentathlon)
  - 3 bronzi (Genova 1992 nel pentathlon; Parigi 1994 nel pentathlon; Gand 2000 nel pentathlon)

### Universiadi
- 2 medaglie:
  - 1 oro (Buffalo 1993 nell'eptathlon)
  - 1 argento (Sheffield 1991 nell'eptathlon)